# كولند زيلايي (زيلايي)
کولند زیلایي (بالفارسية: کولندزیلایی) هي قرية تقع في إيران في قسم زیلایی الريفي. يقدر عدد سكانها بـ 44 نسمة بحسب إحصاء 2016.